# Triteleiopsis palmeri
Espèce
Classification APG III (2009)
Triteleiopsis palmeri est une espèce de plantes de la famille des Asparagacées.